# Дженкінс (Міннесота)
Дженкінс (англ. Jenkins) — місто (англ. city) в США, в окрузі Кроу-Вінг штату Міннесота. Населення — 470 осіб (2020).

## Географія
Дженкінс розташований за координатами 46°39′4″ пн. ш. 94°19′41″ зх. д. / 46.65111° пн. ш. 94.32806° зх. д. (46.651093, -94.328172).  За даними Бюро перепису населення США в 2010 році місто мало площу 11,68 км², з яких 11,61 км² — суходіл та 0,07 км² — водойми.

## Демографія
Згідно з переписом 2010 року, у місті мешкало 430 осіб у 168 домогосподарствах у складі 101 родини. Густота населення становила 37 осіб/км².  Було 193 помешкання (17/км²).
Расовий склад населення:
| - 99,3 % — білих - 0,5 % — корінних американців |

До двох чи більше рас належало 0,0 %. Частка іспаномовних становила 3,0 % від усіх жителів.
За віковим діапазоном населення розподілялося таким чином: 29,3 % — особи молодші 18 років, 60,9 % — особи у віці 18—64 років, 9,8 % — особи у віці 65 років та старші. Медіана віку мешканця становила 31,8 року. На 100 осіб жіночої статі у місті припадало 116,1 чоловіків;  на 100 жінок у віці від 18 років та старших — 118,7 чоловіків також старших 18 років.
Середній дохід на одне домашнє господарство  становив 56 866 доларів США (медіана — 47 500), а середній дохід на одну сім'ю — 57 236 доларів (медіана — 49 048). Медіана доходів становила 41 250 доларів для чоловіків та 28 750 доларів для жінок. За межею бідності перебувало 5,1 % осіб, у тому числі 1,2 % дітей у віці до 18 років та 5,9 % осіб у віці 65 років та старших.
Цивільне працевлаштоване населення становило 190 осіб. Основні галузі зайнятості: освіта, охорона здоров'я та соціальна допомога — 21,6 %, роздрібна торгівля — 18,9 %, будівництво — 12,1 %, виробництво — 11,6 %.